# André-Frank Zambo Anguissa
André-Frank Zambo Anguissa (født 16. november 1995) er en camerounsk professionel fodboldspiller, som spiller for Serie A-klubben Napoli og Camerouns landshold.

## Klubkarriere

### Marseille
Zambo Anguissa begyndte sin karriere hos Olympique de Marseille. Han fik sin professionelle debut med klubben den 17. september 2015.

### Fulham
Zambo Anguissa skiftede til Fulham i august 2018.

#### Leje til Villarreal
Efter Fulham rykkede ned fra Premier League, blev Zambo Anguissa udlejet til Villarreal for 2019-20 sæsonen.

### Napoli
Fulham rykkede igen ned i 2020-21 sæsonen, og Zambo Anguissa blev herefter udlejet til Napoli for 2021-22 sæsonen. Han imponerede i sin sæson på leje, og i maj 2022 valgte Napoli at gøre aftalen permanent.
Han var i 2022-23 sæsonen del af holdet, som vandt Serie A-mesterskabet for første gang i 33 år.

## Landsholdskarriere
Zambo Anguissa fik sin debut for Camerouns landshold den 24. marts 2017. Han har været del af Camerouns trupper til flere internationale tuneringer.

## Titler
Napoli
- Serie A: (2022-23)

Indivduelle
- CAF Årets hold: 1 (2023)